# Marcelo Estigarribia (calciatore 1995)
Marcelo Luciano Estigarribia (Villaguay, 10 maggio 1995) è un calciatore argentino, attaccante dell'Unión (SF).

## Caratteristiche tecniche
È un centravanti.

## Carriera
Inizia la sua carriera professionistica con il Defensores (P), con cui debutta il 13 febbraio 2016 disputando l'incontro del Torneo Federal A vinto 3-2 contro l'Unión (S). Con il club rossoblu rimane fino al 2018, quando si trasferisce al Villa Dálmine. L'anno seguente va in Honduras firmando con il Motagua, con cui colleziona 38 presenze in campionato ed 8 in CONCACAF League, prima di venire ceduto in prestito al Belgrano nel gennaio del 2020.

## Palmarès

### Club

#### Competizioni nazionali
- Copa Argentina: 1

Patronato: 2022